# Гриб-зонтик великий
Гриб-зонтик вели́кий, Гриб-парасолька вели́кий, або строка́тий, заст. окру́жок (Macrolepiota procera) — гриб родини печерицевих (Agaricaceae).
Місцева назва — ковпак високий.

## Опис
Шапинка 5—15 (25) см у діаметрі, конусоподібна, згодом конусоподібно- або плоскорозпростерта, з тупим горбом, білувата, сірувата, сірувата-коричнювата, з коричнюватими прилеглими великими лусками, у центрі темніша — коричнева. Пластинки вільні, білі. Спорова маса біла. Спори 13-18(20) Х 8,5—10,5 (13) мкм, гладенькі. Ніжка (7—20)30 Х 1—4 см, біля основи з бульбою, спочатку коричнева, пізніше сірувата, темно-мережчата, з часом коркувата, з порожниною, з широким подвійним нестійким кільцем. М'якуш білий, з часом дуже щільний, у ніжці коркуватий.

### Мікроскопічні ознаки
Спори (15—20)×(10—13) мкм, еліпсоїдні, гладкі, псевдоамілоїдні, метахроматичні, мають пору проростання, вміст флуоресціює. Трама пластинок правильна, з циліндричних тонкостінних гіф діаметром 7—15 мкм, безбарвних, з пряжками. Гіфи лусочок шапинки розміром 150—400×8—10 мкм, гладкі, різної форми: ниткоподібні, кільцеподібні або ланцетоподібні, зазвичай перекручені і рідко відходять від шапинки вертикально. Гіфи лусочок ніжки подібні за будовою, але зазвичай зібрані в пучки. Базидії чотириспорові, тонкостінні, булавоподібні, 35—45×14—16 мкм, стеригми довжиною 4,5—6 мкм. Хейлоцистиди тонкостінні, безбарвні, різної форми, 30—55×12—20 мкм, наявні каулоцистиди[джерело?].

## Екологія та розповсюдження
Розповсюджений у зоні помірного клімату: у Європі — повсюдно, на переважній частині Північної Америки, у значній частині Азії (Туреччина, Іран, Південний Кавказ, Індія, Центральна Азія, Китай, Монголія, Сибір, Далекий Схід, Японія), у Південній Америці (Чилі), в Австралії, в Африці (Алжир, Марокко, Кенія, Заїр), а також на островах — Куба, Соломонові острови, Мадагаскар, Шрі-Ланка.
Гриб можна зустріти в лісах, парках і садах, край доріг, на галявинах, іноді групами. Збирають у серпні — жовтні.

## Подібні види

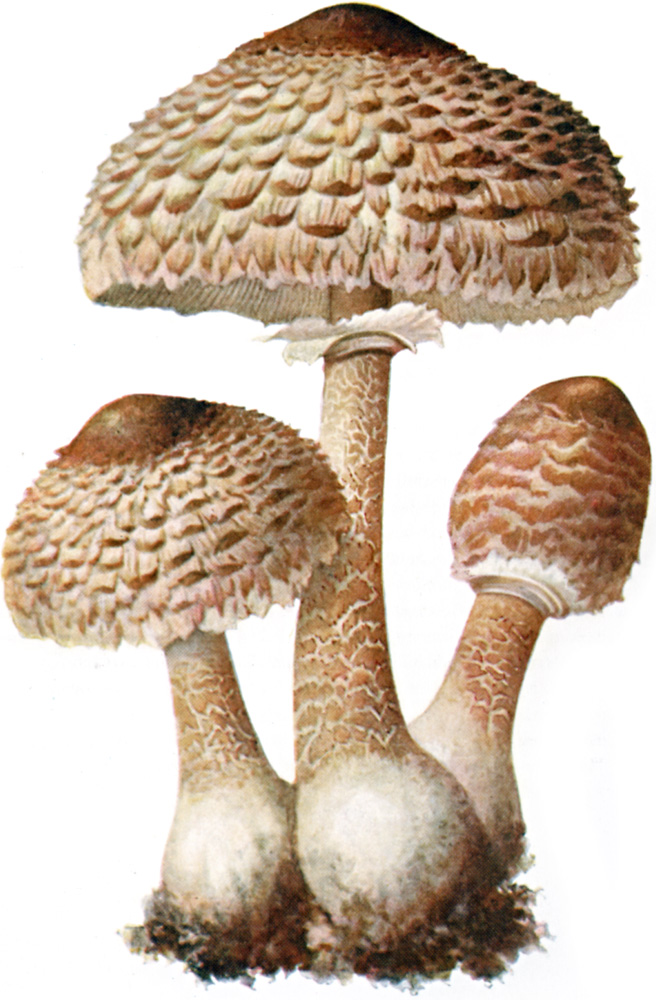
Macrolepiota procera, гриб-зонтик

Гриб-зонтик червоніючий (Chlorophyllum rhacodes) — трохи менший, але дуже схожий за зовнішнім виглядом. Chlorophyllum rhacodes та інші види в секції Rhacodium роду Chlorophyllum не мають характерного для M. procera візерунку "зміїної шкіри" на ніжці, це може допомогти відрізнити M. procera від Chlorophyllum rhacodes. Його їстівність сумнівна, оскільки він викликає легке нездужання у деяких людей, особливо при вживанні в сирому вигляді. Необхідно навчитися розрізняти ці два види, оскільки їхні географічні ареали (в тому числі і на території України) перекриваються.
Відмінності від гриба-парасольки включають менші розміри, різкий (фруктовий) запах і почервоніння м'якоті при розрізанні, відсутність візерунків на ніжці та дуже кошлату поверхню шапинки.
Macrolepiota mastoidea, європейський вид, є ще одним дуже великим їстівним грибом. Його розміри зазвичай менші, ніж у M. procera, а позначки на ніжці менш помітні. Він також набагато рідкісніший.
Види роду Agaricus мають коричневі спори, а пластинки зрілих екземплярів ніколи не бувають білими.
Існує кілька отруйних видів, які можна сплутати з M. procera.
- Chlorophyllum molybdites, вид, що спричиняє найбільшу кількість щорічних отруєнь грибами в Північній Америці через свою схожість. Його видають злегка зеленуваті пластинки та блідо-зелений споровий відбиток. Крім того, цьому грибу бракує вищезгаданого візерунку зміїної шкіри, який зазвичай присутній на грибі-парасольці.[4] Повідомляється, що його ареал розширюється в Європу.[5][6]
- Leucocoprinus brunnea, також зустрічається в Північній Америці. Повільно стає коричневим при розрізанні.
- Білі та незрілі види роду Amanita також є потенційною небезпекою. Щоб бути впевненим, слід збирати гриби-парасольки лише після стадії ґудзика. Загальне емпіричне правило для порівняння гриба-парасольки з видами аманіти полягає в тому, що гриб-парасолька має темніші пластівці на світлішій поверхні, тоді як види аманіти мають навпаки, світліші пластівці (якщо вони є) на темнішій поверхні, як у мухомора пантерного. Це емпіричне правило не застосовується всюди, наприклад, до виду Amanita smithiana.
- Шафранова парасолька (Cystoderma amianthinum) набагато менший і рідко вживається в їжу.
- Лепіота коричнево-червонувата (Lepiota brunneoincarnata) — вид лепіоти, який спричинив смертельні отруєння в Іспанії. Він набагато менший за Macrolepiota procera.

## Кулінарна цінність
Їстівний гриб. Використовують вареним, смаженим (лише шапинки молодих плодових тіл), сушеним.

## Галерея

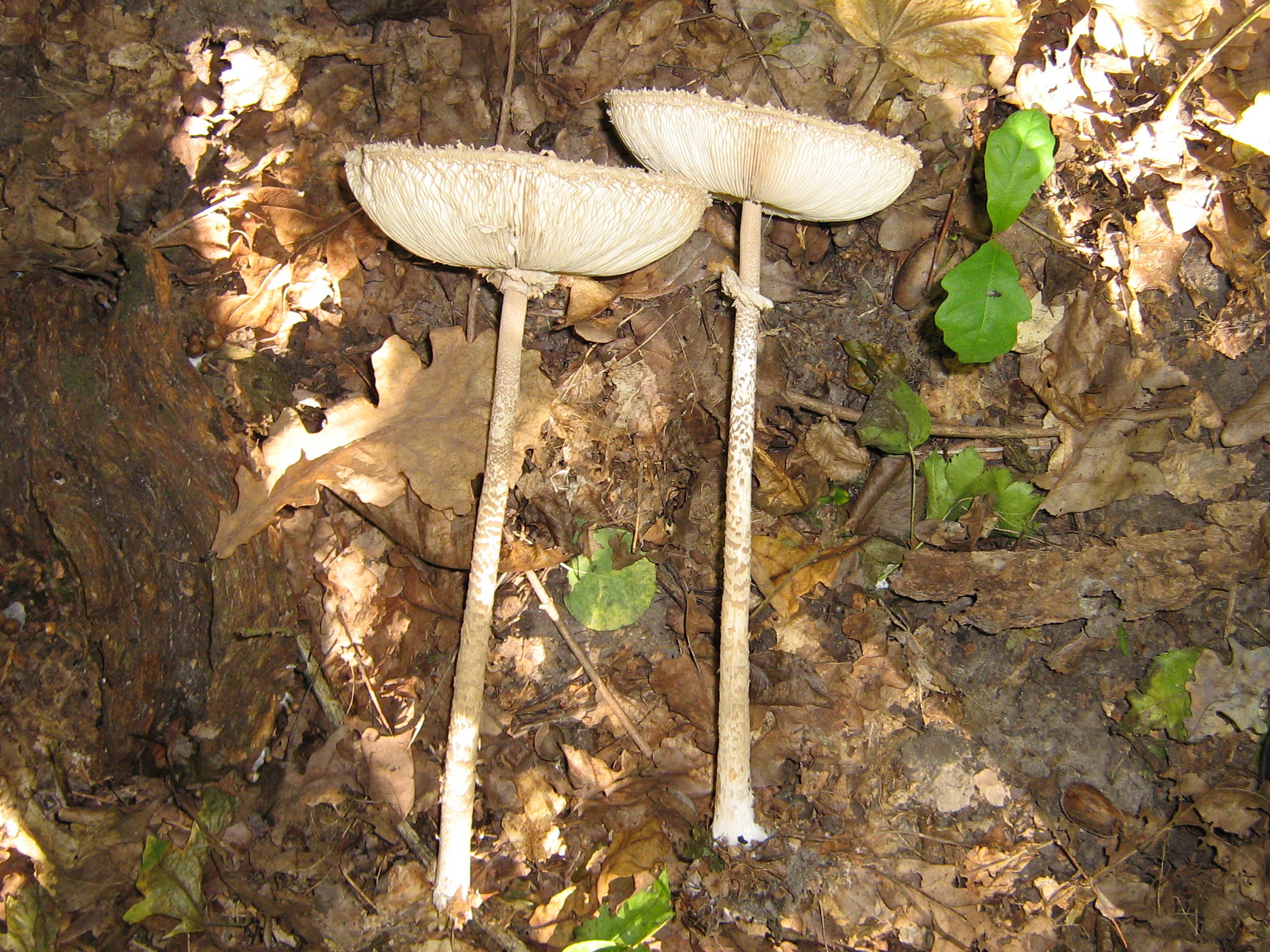
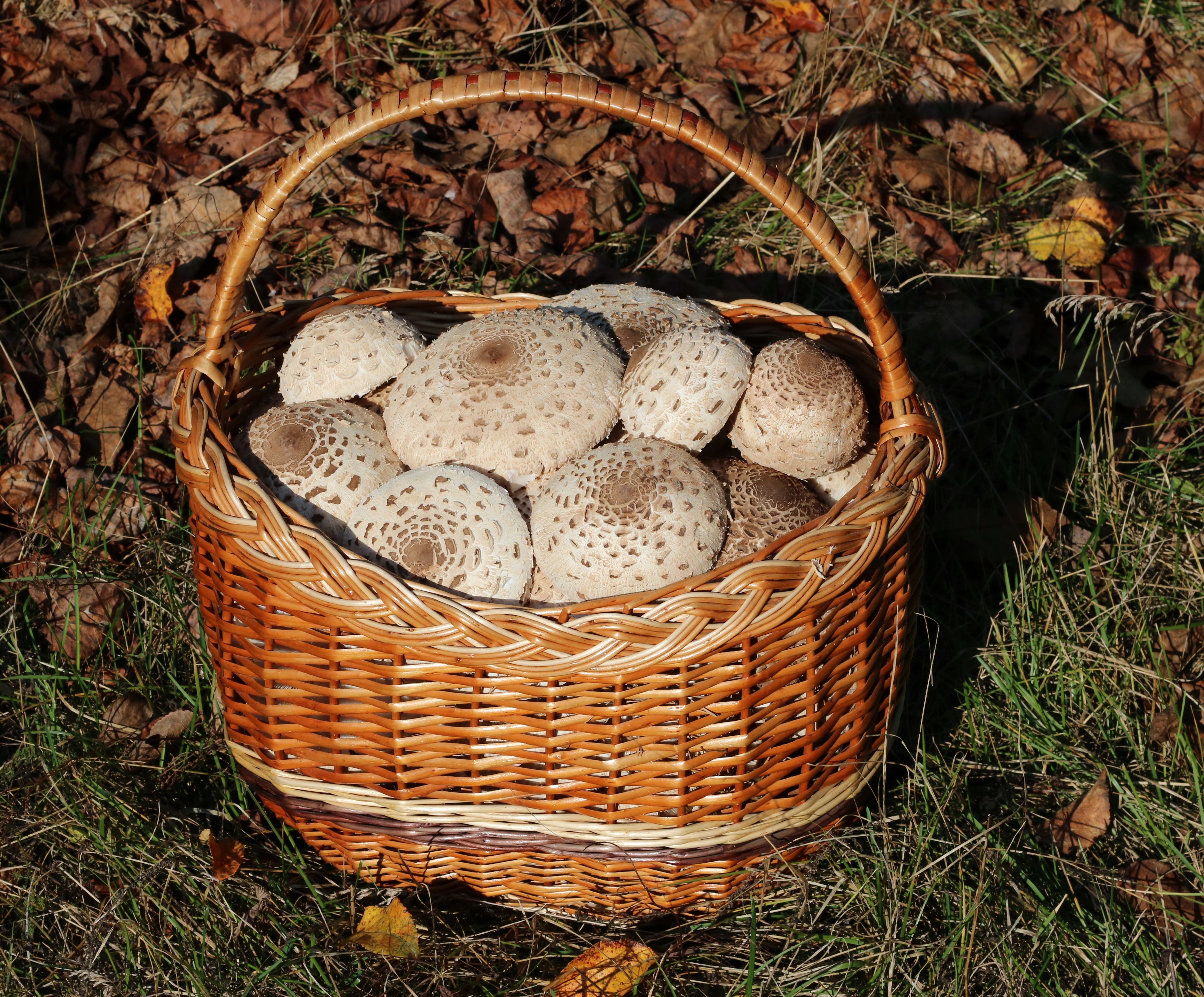
Зібрані капелюшки грибів в кошику
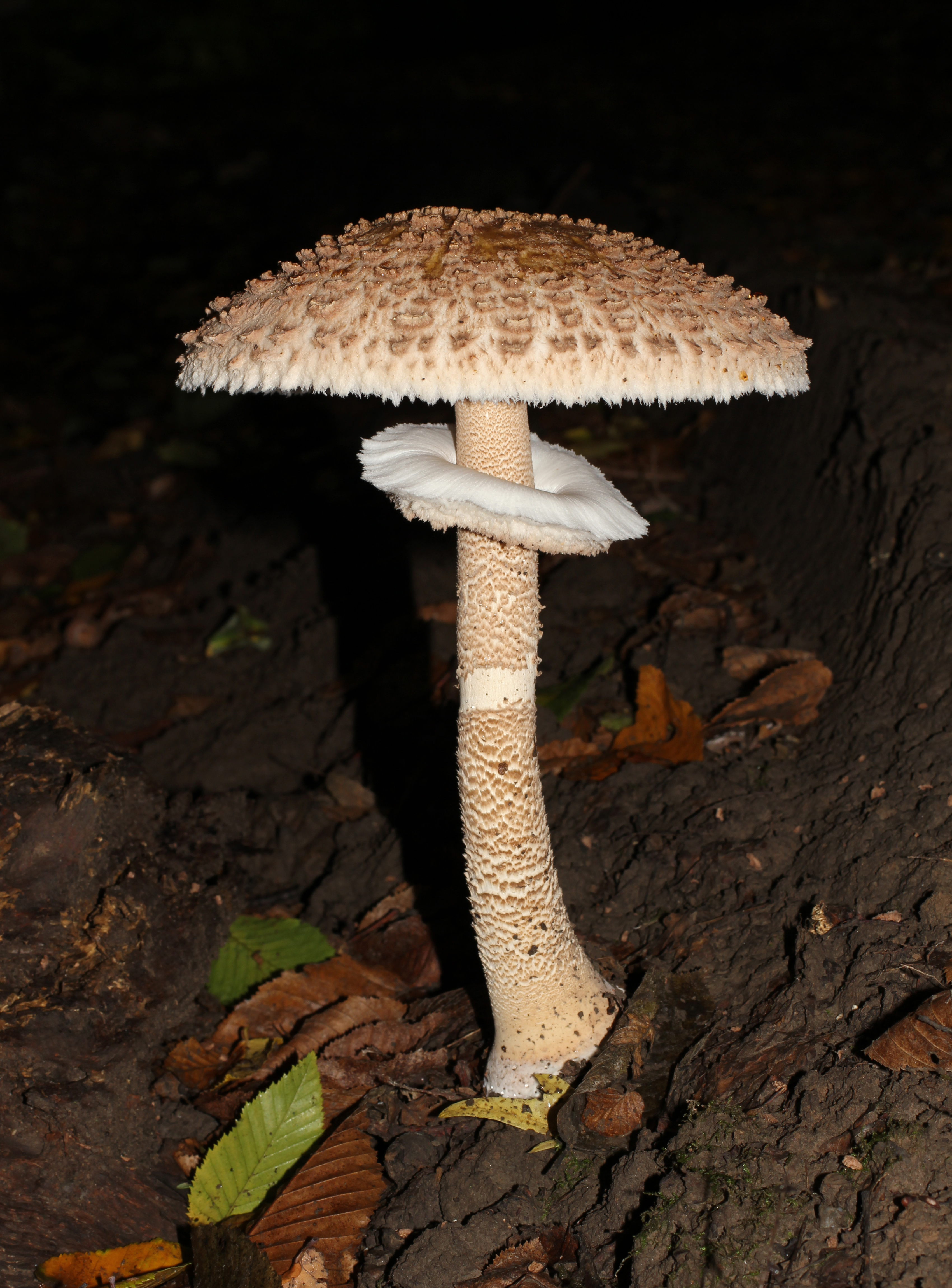
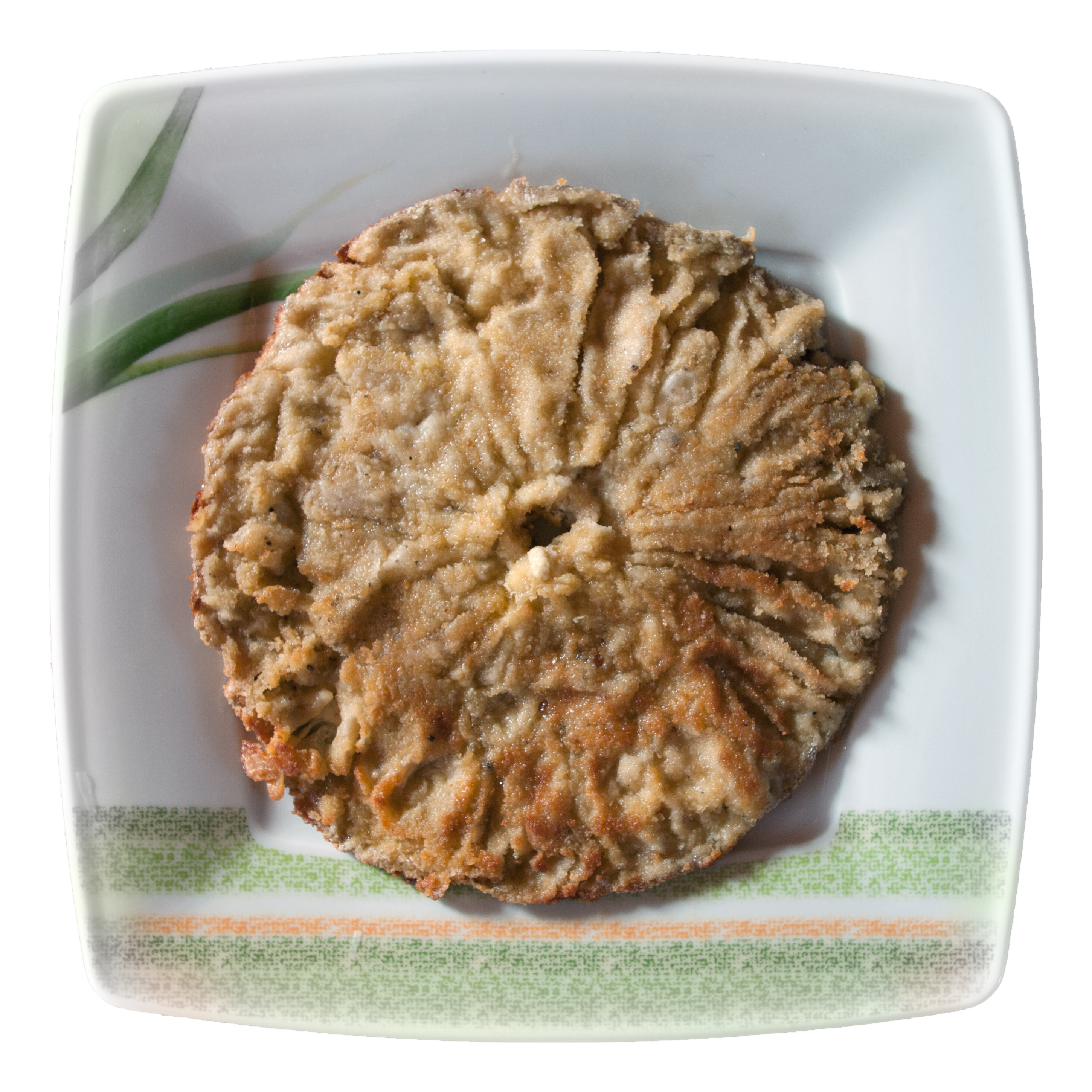
Гриб-зонтик великий у паніруванні
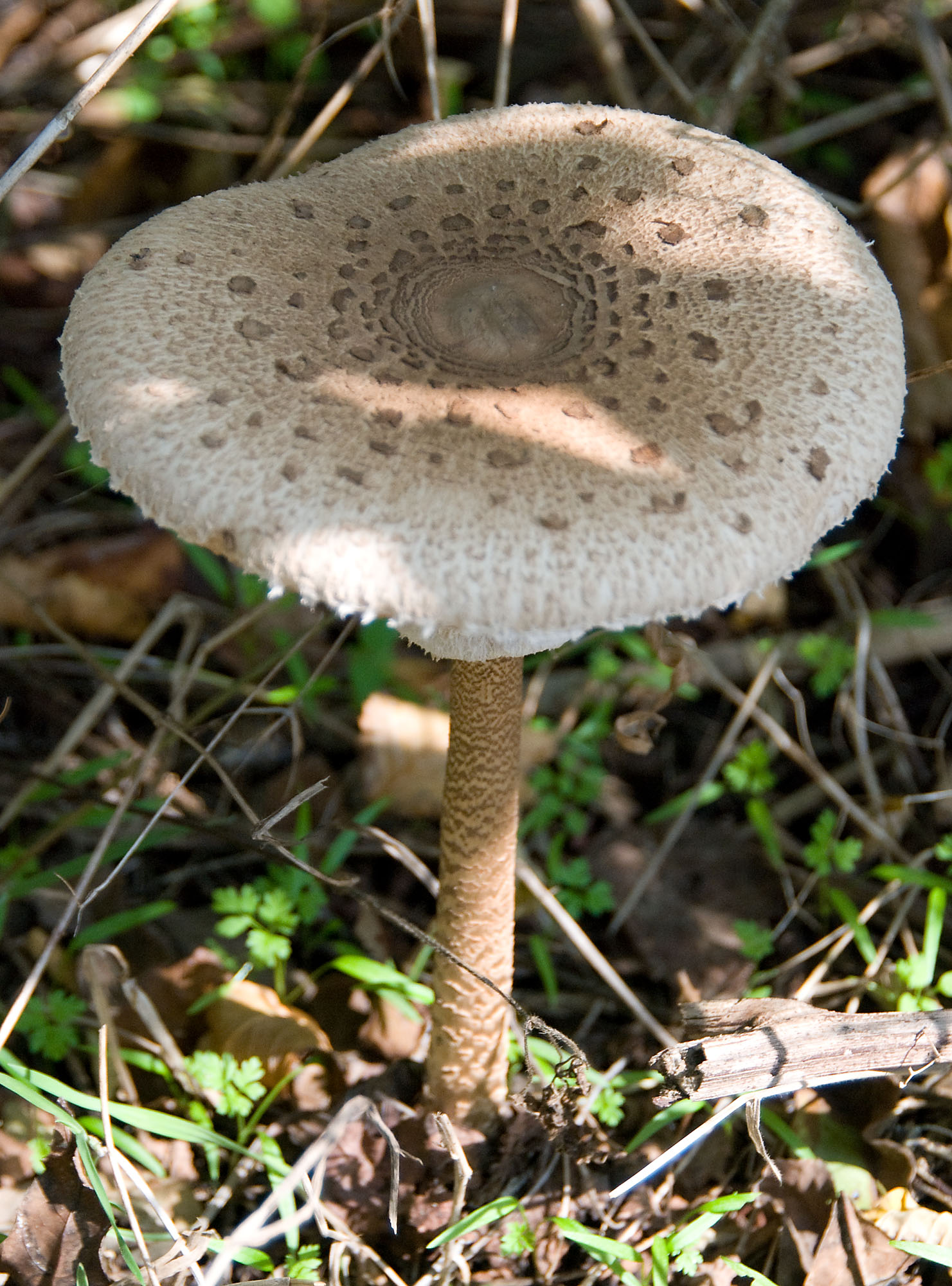
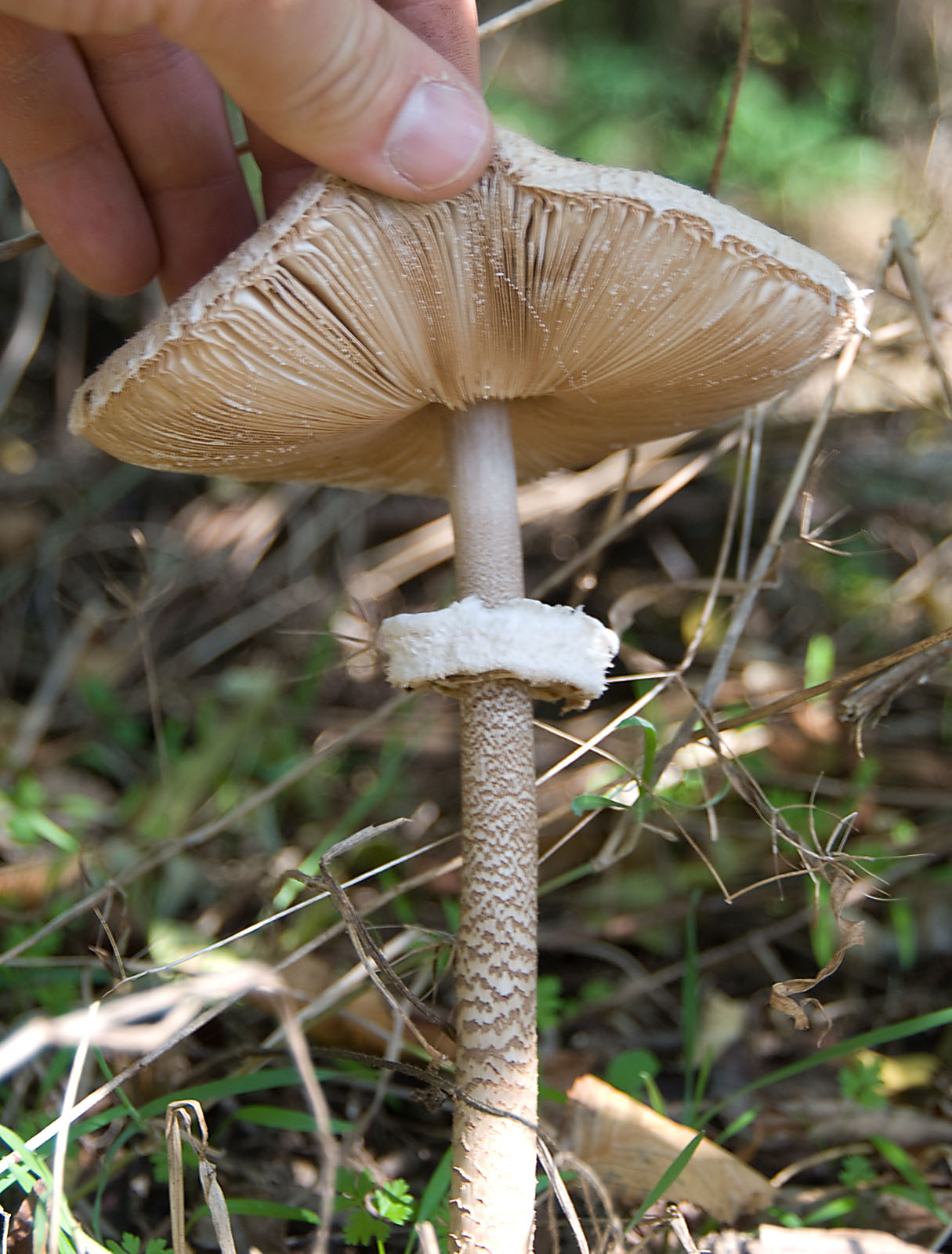
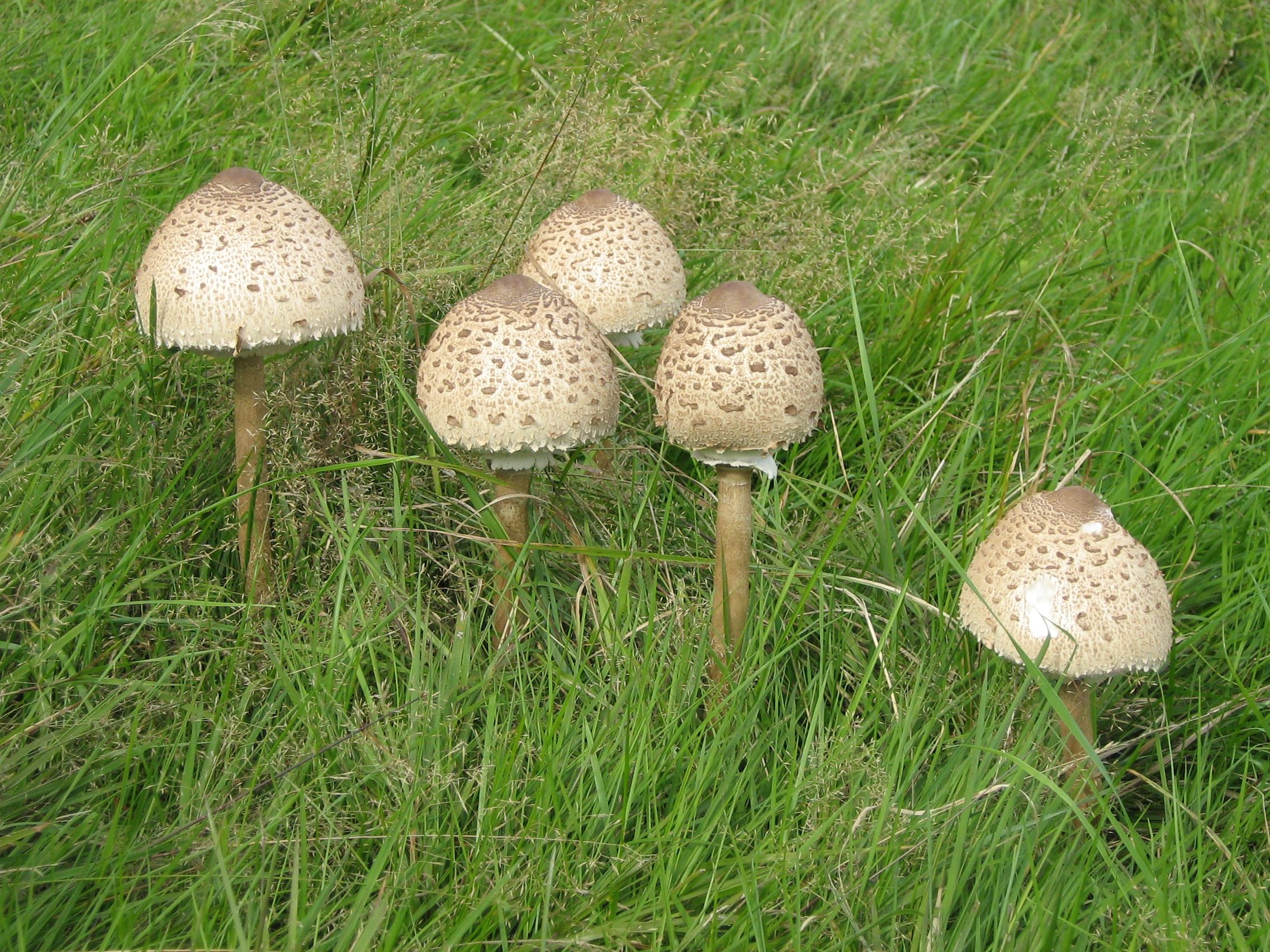
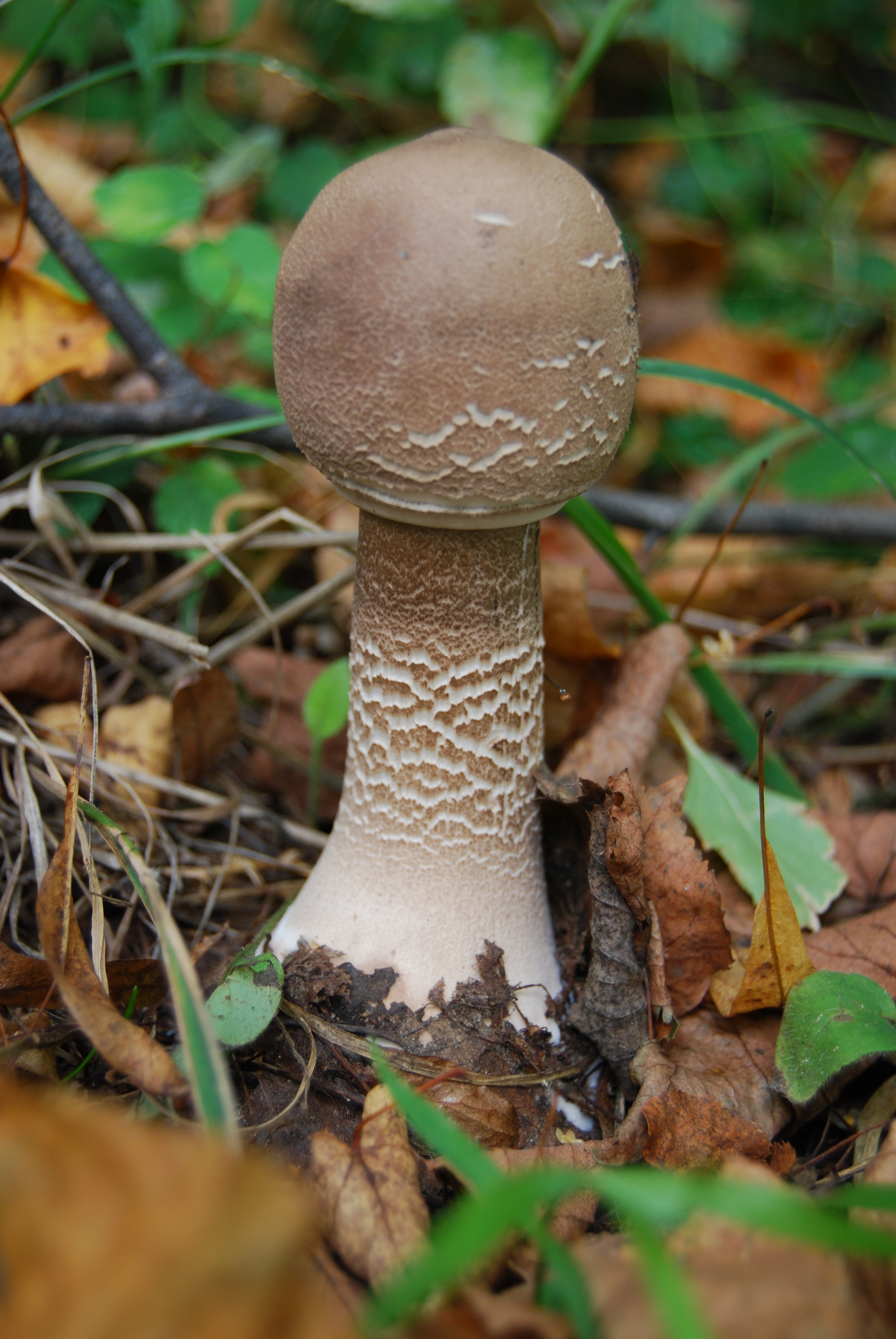
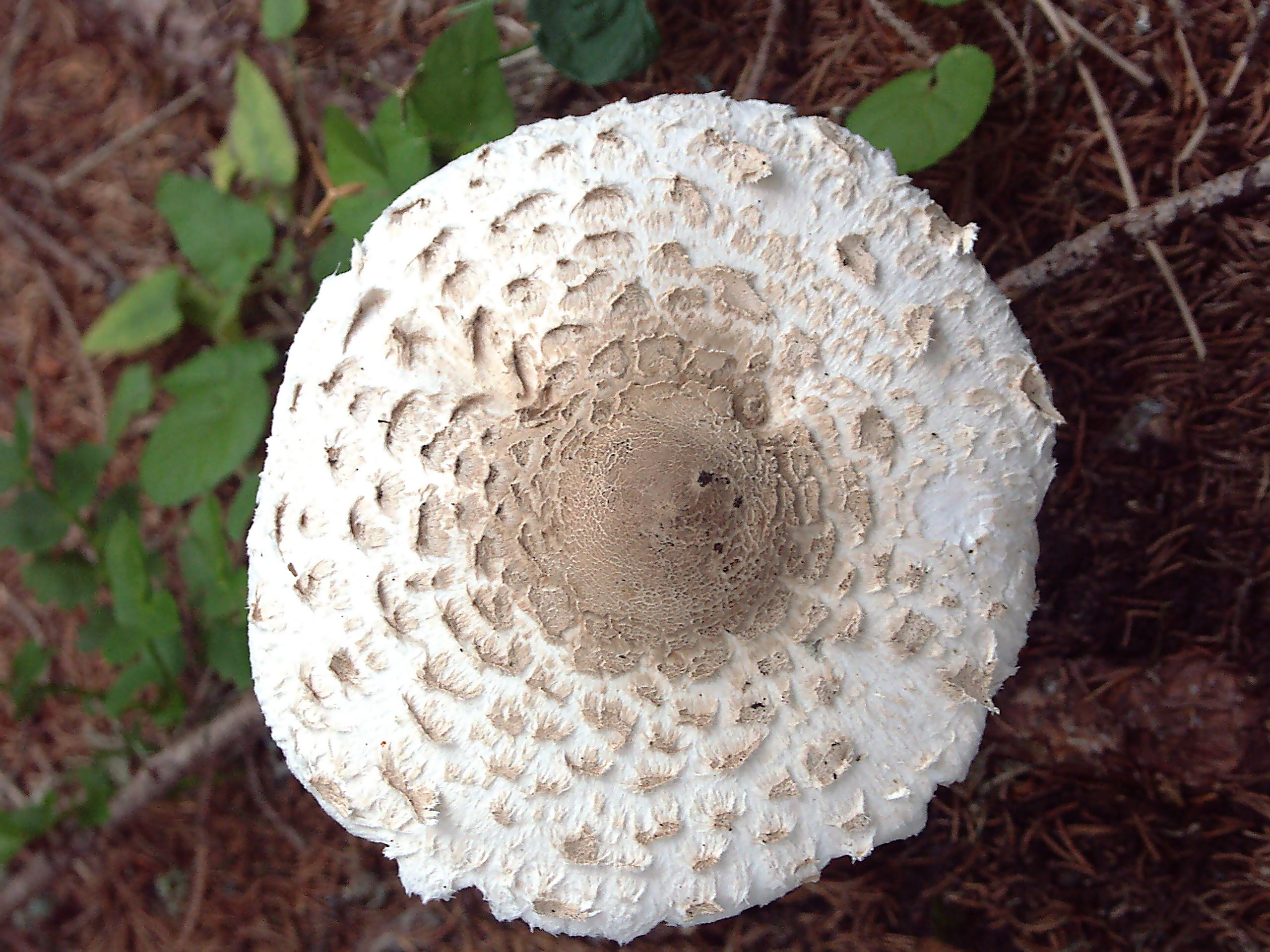
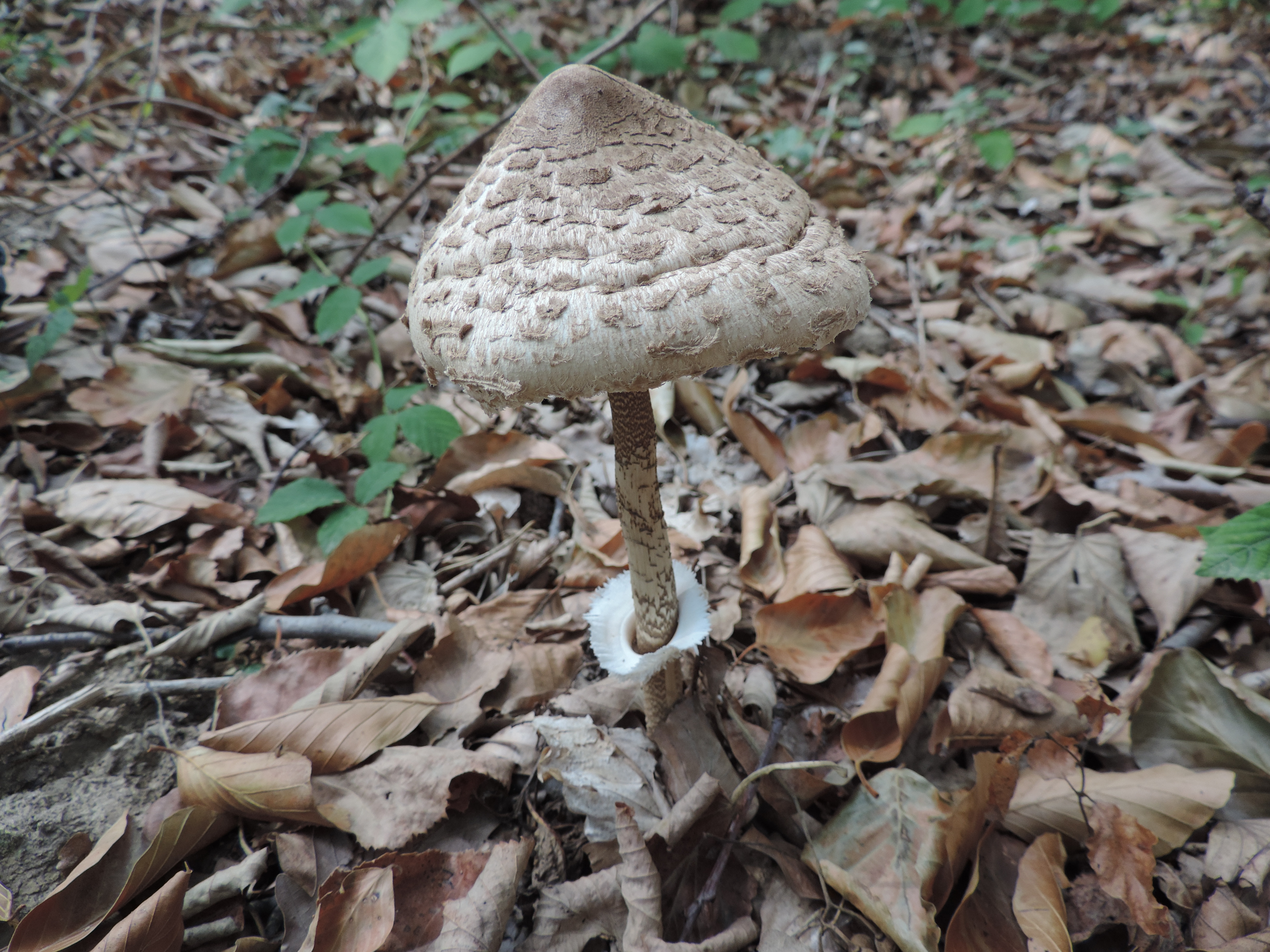